# Free Somebody
Free Somebody è il primo EP di Luna, cantante sudcoreana e membro del gruppo k-pop f(x). È stato pubblicato da S.M. Entertainment il 31 maggio 2016 e distribuito da KT Music.

## Descrizione
Il 17 maggio 2016 si rumoreggiava che Luna avrebbe debuttato come solista alla fine di giugno. S.M. Entertainment ha confermato la notizia il 27 maggio 2016, annunciando che Luna avrebbe debuttato il 31 maggio con l'EP "Free Somebody", e che il singolo avrebbe avuto lo stesso nome del mini album. Il 30 maggio è stato rivelato che Luna aveva personalmente composto e scritto le canzoni "I Wish (Pretty Girl)" e "My Medicine". Il 30 maggio, Luna ha tenuto una live preview del suo album sul canale SMTOWN dell'applicazione Naver V Live

## Pubblicazione e Promozioni
L'album è stato pubblicato digitalmente il 31 maggio 2016 insieme al video musicale. L'album è stato distribuito digitalmente e fisicamente da S.M. Entertainment e KT Music.
Luna ha iniziato le promozioni di Free Somebody nei programmi musicali coreani il 4 giugno, e si esibì anche al KCON di Parigi, nel programma coreano Yoo Hee-Yeol's Sketchbook e alla competizione Miss Corea del 2016.

## Tracce
|    | Titolo                             | Testo                       | Musica                                                                                            | Durata |
| 1. | "Free Somebody"                    | Kim Min-ji, Seo Ji-eum, JQ  | Anton Malmberg Hård af Segerstad, Joy Neil Mitro Deb, Linnea Mary Han Deb, Joanna "JoJo" Levesque | 3:20   |
| 2. | "Breathe"                          | Ku Tae-oo                   | Henk Jan Kooistra, Jantine Annika Heij                                                            | 3:39   |
| 3. | "Keep On Doin'"                    | Le`mon, JQ, Bae Seong-hyeon | Sara Forsberg, Anton Malmberg Hård af Segerstad, Joy Neil Mitro Deb, Linnea Mary Han Deb          | 3:13   |
| 4. | "I Wish" (예쁜 소녀 (Pretty Girl)) | Luna, Choi (LU:KUS),        | Luna, Park Seul-gi, Choi (LU:KUS)                                                                 | 3:43   |
| 5. | "Galaxy"                           | Jo Yung-yeong               | Edward Ross Lara, Todd Wright, Phoebe Sharp, Cassidy Ford, Sean Kendall                           | 3:06   |
| 6. | "My Medicine"                      | Luna, Choi (LU:KUS)         | Luna, Park Seul-gi, Choi (LU:KUS)                                                                 | 3:23   |

## Classifiche

### Settimanali
| Classifica                  | Picco |
| --------------------------- | ----- |
| Album Sudcoreani (Gaon)     | 5     |
| US World Albums (Billboard) | 3     |

### Mensili
| Classifica                       | Posizione |
| -------------------------------- | --------- |
| Album Coreani (Gaon Album Chart) | 15        |